# تریپرولیدین
تریپرولیدین (به انگلیسی: Triprolidine) دارویی است که با عمل رقابتی با هیستامین در روی گیرنده‌های هیستامینی قرار گرفته مانع اثر آن می‌شود.

## موارد استعمال
از موارد استعمال این دارو درماتوزهای آلرژیک، کهیر، اگزماسبوروئیک، ادم آنژیونوروتیک، خارش و حساسیت است.

## ملاحظات
مصرف آن توأم با مشروبات الکلی ممنوع است.